# اچ‌ام‌اس لیورپول (سی۱۱)
اچ‌ام‌اس لیورپول (سی۱۱) (به انگلیسی: HMS Liverpool (C11)) یک کشتی بود که طول آن ۵۹۱٫۶ فوت (۱۸۰٫۳ متر) بود. این کشتی در سال ۱۹۳۷ ساخته شد.